# The Bohemian Girl
Pour les articles homonymes, voir The Bohemian Girl (homonymie).
The Bohemian Girl est un opéra romantique irlandais composé par Michael William Balfe sur un livret d'Alfred Bunn (en), créé en 1843 à Londres, dont l'intrigue s'inspire du conte La Gitanilla de Miguel de Cervantes.

## Création
L'opéra est créé à Londres au Drury Lane Theatre le 27 novembre 1843. La production compte plus de cent représentations et connait de nombreuses reprises dans le monde entier, notamment en 1844 à New York (25 novembre), Dublin et Philadelphie.

## Description
L'air le plus connu de la pièce est I Dreamed I Dwelt in Marble Halls dans lequel le personnage principal, Arline, décrit de vagues souvenirs de son enfance. Il a été enregistré par de nombreux artistes, notamment par Dame Joan Sutherland, ainsi que par la soprano norvégienne Sissel Kyrkjebø et la chanteuse irlandaise Enya.

## Représentations
Plusieurs versions dans différentes langues ont également été mises en scène du vivant du compositeur. La version allemande, Die Zigeunerin, créée à Vienne en 1846, l'adaptation et la traduction italiennes, intitulée La zingara, a été initialement mise en scène à Trieste en 1854, et enfin une version française en quatre actes, La Bohémienne, a été montée à Rouen en 1862, sous la direction du compositeur Jules Massenet, alors âgé de 20 ans, et avec la célèbre mezzo-soprano Célestine Galli-Marié dans le rôle de la reine tsigane.
Si Die Zigeunerin jouissait d'une diffusion assez répandue dans les pays de langue ou de culture allemande, La zingara fut souvent relancée également dans des villes anglophones, telles que Londres, Dublin, New York, Boston et San Francisco. La série très réussie de La zingara de 1858 au His Majesty's Theatre de Londres, pour laquelle Balfe fut récompensé par un chèque supplémentaire de cinquante livres, mettait en vedette Marietta Piccolomini, Marietta Alboni et Antonio Giuglini.
L'opéra « est resté dans les répertoires des compagnies de tournée britanniques jusque dans les années 1930 et a été relancé en 1932 au Sadler's Wells ». Depuis la Seconde Guerre mondiale, il a été mis en scène dans une production de Dennis Arundell à Covent Garden en 1951 avec Beecham à la direction et un casting composé de Roberta Peters, Anthony Marlowe, Jess Walters, Edith Coates, Howell Glynne et Murray Dickie, par la Belfast Operatic Society au Waterford International Festival of Light Opera de 1978, en Irlande, par Castleward Opera, Strangford, en Irlande du Nord en 2006 et par Opera South, Haslemere, en Angleterre en 2008.

## Rôles

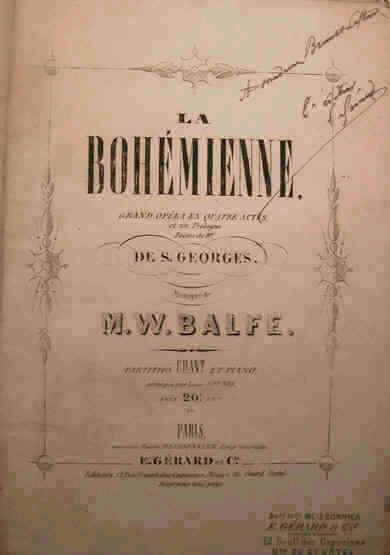
Page titre d’une partition imprimée en français (1869).

| Rôle                           | Type de voix | Première distribution, 27 novembre 1843 (chef d'orchestre : Michael William Balfe) |
| ------------------------------ | ------------ | ---------------------------------------------------------------------------------- |
| Arline, fille du comte Arnheim | soprano      | Miss Payne (Acte 1) ; Elizabeth Rainforth (Actes 2-3)                              |
| Thaddeus, un fugitif polonais  | ténor        | William Harrisson                                                                  |
| Comte d'Arnheim                | baryton      | Conrado Borrani                                                                    |
| Reine des gitans               | contralto    | Abigail Elisabeth Betts                                                            |
| Devilshoof, chef des gitans    | basse        | George Streton                                                                     |
| Florestein, neveu du comte     | ténor        | James Hudson                                                                       |
| Buda, la servante d'Arline     | soprano      | Miss Payne                                                                         |
| Capitaine de la Garde          | basse        | Howell                                                                             |
| Officier                       | ténor        | John Binge                                                                         |
| Premier gitan                  |              | Birt                                                                               |
| Deuxième gitan                 |              | T. Ridgway                                                                         |

## Argument

### Acte 1
Un noble polonais, Thaddée, en exil en Autriche, rejoint une bande de gitans. Il sauve Arline, la petite fille du comte Arnheim, d'être tuée par un cerf. Le comte, en signe de gratitude, l'invite à un banquet, où Thaddeus refuse de porter un toast à une statue de l'empereur autrichien, l'aspergeant plutôt de vin, et s'échappe de son hôte enragé avec l'aide de son ami gitan Devilshoof, qui kidnappe Arline.

### Acte 2
Douze ans se sont écoulés. Arline ne se souvient que vaguement de sa noble éducation. Elle et Thaddeus sont amoureux, mais la Gypsy Queen est aussi amoureuse de lui. Le neveu d'Arnheim, Florestein, tombe amoureux d'Arline (ne la reconnaissant pas), mais la reine plante un médaillon volé à Florestein sur Arline. Florestein reconnaît le médaillon et la fait arrêter. Elle est jugée devant le comte qui reconnaît la cicatrice laissée sur son bras par l'attaque du cerf.

### Acte 3
Arline est à un bal dans le château de son père, où elle se sent nostalgique de son éducation rom et de son véritable amour. Thaddeus fait irruption dans le château par une fenêtre et plaide pour sa main. Il finit par gagner la confiance du comte qu'il a insulté il y a douze ans, et le comte leur donne sa bénédiction. La reine gitane traque Thaddeus jusqu'au château et tente de s'introduire par la même fenêtre pour tuer Arline avec un mousquet et kidnapper Thaddeus. Avant qu'elle ne puisse exécuter son plan, cependant, Devilshoof essaie de lui arracher l'arme des mains et elle est accidentellement tuée dans la bagarre.

## Versions cinématographiques
Une version muette, sortie en 1922 en Grande-Bretagne, a été réalisée par Harley Knoles. Ellen Terry, beaucoup plus connue en tant qu'actrice de théâtre, y fait sa dernière apparition à l'écran en tant que Buda la nourrice. Ivor Novello joue Thaddeus, Gladys Cooper joue Arline et C. Aubrey Smith joue Devilshoof.
Une première version sonore (court métrage) de l'opéra est tournée en Grande-Bretagne en 1927, avec Pauline Johnson dans le rôle d'Arline et Herbert Langley dans le rôle de Thaddeus.
La version la plus connue est sans aucun doute La Bohémienne (1936), un long métrage Laurel et Hardy réalisé par James W. Horne et Charley Rogers, décrit dans le générique d'ouverture comme « Une version comique de The Bohemian Girl ». Les personnages joués par Laurel et Hardy n'apparaissent pas dans l'opéra sur scène, et Thaddeus n'apparaît pas non plus dans le film.
La gitanilla, elle-même, a été filmée trois fois.

## Autres références
The Bohemian Girl est mentionnée dans les nouvelles " Clay" et "Eveline" de James Joyce, qui font toutes deux partie de Les Gens de Dublin (Dubliners). Dans "Clay", le personnage Maria chante quelques lignes de "I Dreamed I Dwelt in Marble Halls ". L'aria est à nouveau citée dans le roman Finnegans Wake de Joyce.
Dans la nouvelle de P. G. Wodehouse Without The Option, Oliver Randolph Sipperley, principalement appelé par Bertram Wooster « Sippy », salue Wooster en citant « le cœur courbé par le poids du malheur, l’espoir le plus faible s’accrochera ».
George Orwell se souvient d'« un petit poème » qu'il a écrit dans son essai Why I Write. Le dernier couplet du poème est : « J'ai rêvé que j'habitais dans des salles de marbre, Et me suis réveillé pour le trouver vrai... »
L'opéra est mentionné dans Autant en emporte le vent lorsque Melanie dirige le Saturday Night Music Circle à Atlanta.